# Horacio Pancheri
Horacio Pancheri (n. 2 decembrie 1982) este un actor și model argentinian.

## Biografie
Horacio Pancheri și-a început cariera ca model pozând pentru reviste în Argentina. În septembrie 2012, se mută în Mexic și este admis la Centrul de Educație Artistică și Televiziune. După începerea studiilor, a debut în televiziunea mexicană în telenovela El color de la pasion cu o participare specială.
În noiembrie 2014, MaPat L. De Zatarain îi oferă oportunitatea de a participa în telenovela La sombra del pasado.
În 2016 obține primul rol protagonist în telenovela Un camino hacia el destino produsă de Nathaile Lartilleux.

## Viața personală
Horacio are un fiu numit Benicio. Mama copilului, Iiama Carla Pasquini trăiește cu micuțul în Buenos Aires,Argentina. 
A avut o relație cu actrița Grettler Valtez și apoi cu actrița și cântăreața Arancely Arambula care l-a refuzat ceva timp mai târziu.